# William Roxburgh
William Roxburgh (n. 29 iunie 1751, Ayrshire⁠(d), Scoția, Regatul Marii Britanii – d. 10 aprilie 1815, Edinburgh, Regatul Unit al Marii Britanii și Irlandei) a fost un chirurg și botanist scoțian care a lucrat o mare parte a vieții sale în India, descriind specii și desfășurându-și activitatea în domeniul botanicii economice. Este cunoscut drept părintele fondator al botanicii indiene. A publicat numeroase lucrări despre botanica indiană, ilustrate prin desene atente realizate de artiști indieni și însoțite de descrieri taxonomice ale multor specii de plante. Pe lângă numeroasele specii pe care le-a numit, multe specii au fost numite în onoarea sa de către colaboratorii săi (prescurtarea de autor este Roxb.).